# ペルシア帝国
ペルシア帝国（ペルシアていこく）とは、現在のイランを中心に成立していた歴史上の国家。一般的にはアケメネス朝・アルサケス朝・サーサーン朝に対する総称である。

## 名称の由来
アケメネス朝（ハカーマニシュ朝）がザーグロス山脈南部のパールサ地方（現在のファールス州一帯）から勃興して以来、イラン高原周辺を古典ギリシア語でペルシス  ἡ Περσίς / hê Persís、ラテン語でペルシア Persia と呼ばれてきたことに由来する。パフラヴィー朝時代の1935年にイラン帝国への改称を諸外国に要請したが混乱が見られ、1959年にイランとペルシアは代替可能な名称と定めた。

## 歴史

### アケメネス朝
紀元前550年 - 紀元前330年。
アケメネス朝は、キュロス2世により、メディア王国、リディア王国、新バビロニア王国を滅ぼし、新バビロニア王国により移住させられたユダヤ人を解放し、バビロン捕囚を終焉させた。キュロス2世の息子カンビュセス2世（カンブジャ）により、エジプトを併合して、古代オリエント世界を統一した。ダレイオス1世がペルシア戦争を起こしたが敗北した。ダレイオス3世のときマケドニアのアレクサンドロスにより征服され滅亡した。

### アルサケス朝
紀元前247年頃？ - 228年頃。
アルサケス朝は、アルシャク朝、パルティアとも呼び、古代中国では安息国と呼ぶ。セレウコス朝シリアから独立し、アルサケス（アルシャク）により建国された。共和政ローマとの抗争で、ローマ将軍のクラッススを戦死させるなど、隣国のローマとは争いが続き、帝政化した後のローマとの争いも含めて第八次までパルティア戦争は続いた。
末期には反乱が多発し、それに乗じたサーサーン朝に攻め滅ぼされた。

### サーサーン朝
226年 - 651年。
サーサーン朝は、アケメネス朝の正統な後継者を称し、アルサケス朝と戦いに勝利し、アケメネス朝ペルシアの称号を引き継いだ。ローマ帝国との抗争ではシャープール1世はヴァレリアヌスを捕虜にした。東ローマ帝国との抗争ではホスロー1世はユスティニアヌス1世から賠償金を得た。
ホスロー1世は突厥の室点蜜と同盟を結び、サーサーン朝を圧迫していたエフタルを滅ぼした。ヤズデギルド3世の時代にニハーヴァンドの戦いで正統カリフ時代のイスラム帝国に敗北して崩壊し、再起を目指したが滅亡した。

## 君主の称号
イラン高原周辺の君主の称号（君主号）は、古代にあっては古代ペルシア語で「王」を意味するフシャーヤティヤー χšāyaθiya- 、あるいはその上位称号で「諸王の王」を意味する χšāyaθiya χšāyaθiyānām などが用いられた。サーサーン朝や7世紀以降のイスラーム時代からは、前者はその中期ペルシア語、近世ペルシア語形であるシャー Mlk/šāh,  شاه shāh、後者はシャーハーン・シャー（シャーハンシャー；「シャーたちのシャー」の意味） Mlk'n Mlk/šāhān šāh,  شاهنشاه shāhan-shāh という形で用いられて来た。

## 宗教
アケメネス朝・アルサケス朝・サーサーン朝ではゾロアスター教、またはそれに近い宗教が信奉されていた。